# Toshiya
Toshiya, né  le 31 mars 1977 à  Nagano au Japon, est le bassiste du groupe Dir En Grey depuis 1997 à la suite du départ de leur ancien bassiste, Kisaki.
Anciens groupes :
- Monaliza (Guitare)
- D+L
- Gosick